# Blame It on the Bossa Nova
«Blame It on the Bossa Nova» es una canción interpretada por la cantante Eydie Gormé. Escrita por Cynthia Weil y Barry Mann, la canción se convirtió en un hit single, alcanzando el puesto #7 en el Hot 100 de la revista Billboard. La canción también alcanzó el puesto #32 en la lista de sencillos del Reino Unido.

## Uso en otros medios
La canción ha aparecido de vez en cuando en programas de televisión, comerciales y películas, a menudo como un alivio cómico. Por ejemplo, en el programa de televisión The West Wing, la consejera de la Casa Blanca, Ainsley Hayes (interpretada por Emily Procter), baila alegremente con la versión de Annette Funicello de la canción, vistiendo una bata de baño y bebiendo un cóctel para celebrar una exitosa aparición en televisión, cuando se sorprende al ver al presidente Josiah Bartlet (Martin Sheen) entrar a su oficina para encontrarse con ella por primera vez.
La canción apareció en las películas The Big Picture (1989), Mermaids (1990) y Doubt (2008). En la televisión, la canción apareció en el séptimo episodio de la primera temporada de Big Love.

## Posicionamiento

### Gráfica semanal
| Gráficas (1963)                          | Pico de posición |
| ---------------------------------------- | ---------------- |
| Alemania Occidental (Offizielle Top 100) | 1                |
| Australia (Music Maker)                  | 1                |
| Canadá (CHUM Hit Parade)                 | 5                |
| Estados Unidos (Billboard Hot 100)       | 7                |
| Estados Unidos (Cashbox Top 100)         | 6                |
| Irlanda (Irish Singles Chart)            | 9                |
| Noruega (VG-lista)                       | 2                |
| Países Bajos (Single Top 100)            | 5                |
| Reino Unido (UK Singles Chart)           | 32               |
| Sudáfrica (Springbok Radio)              | 1                |
| Suecia (Kvällstoppen)                    | 1                |
| Suecia (Tio i Topp)                      | 1                |

### Gráfica de fin de año
| Gráficas (1963)                    | Pico de posición |
| ---------------------------------- | ---------------- |
| Estados Unidos (Billboard Hot 100) | 30               |
| Estados Unidos (Cashbox Top 100)   | 32               |
| Sudáfrica (Springbok Radio)        | 20               |